# Egidus Nuemans

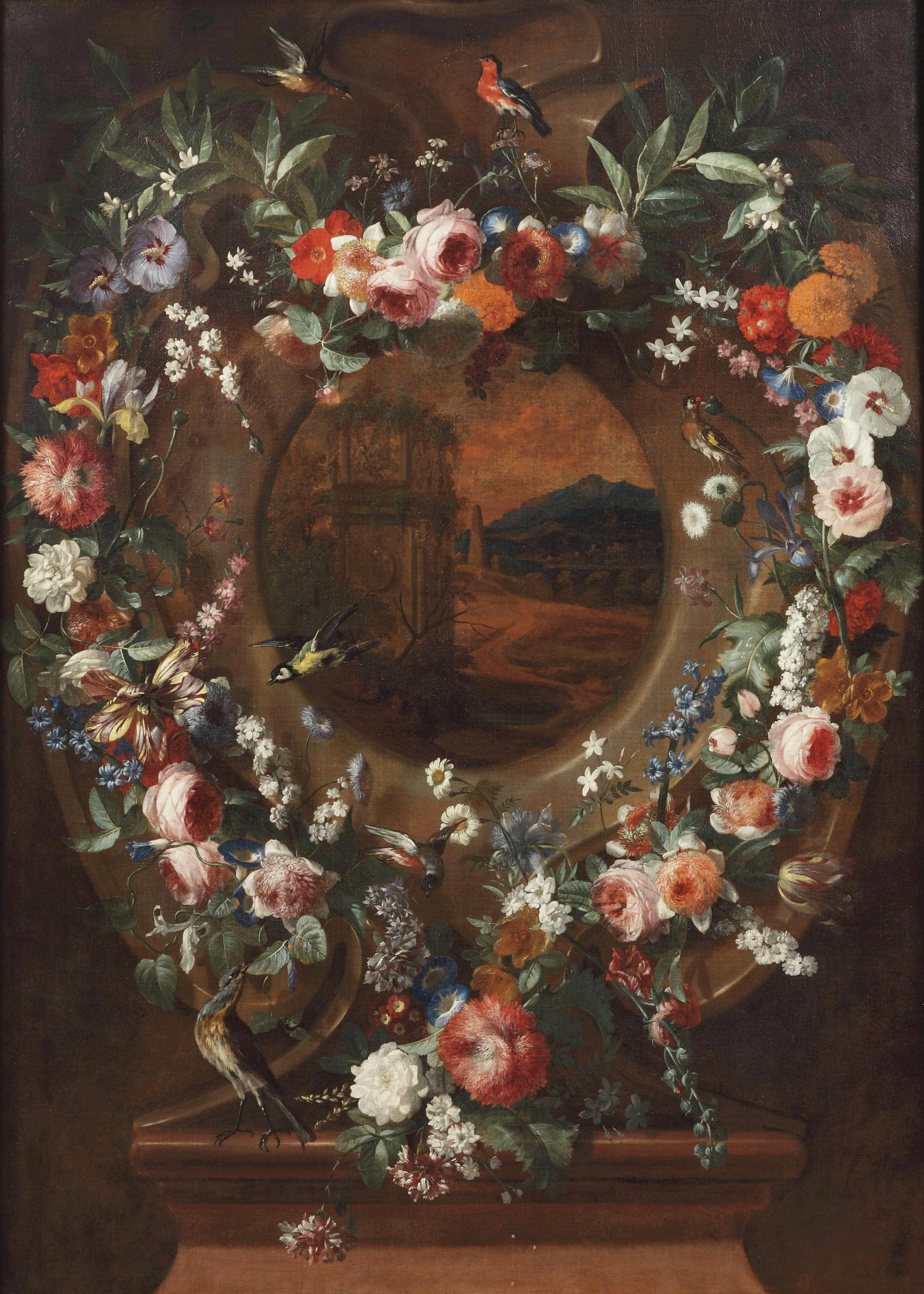
Dílo kamenná kartuš obklopená růzovými růžemi a dalšími květinami

Egidus Nuemans nebo také Egidius Nuemans (1691–1735) byl barokní malíř zátiší, který působil v Antverpách ve druhé polovině 17. století.  V současnosti je známo jen několik děl.

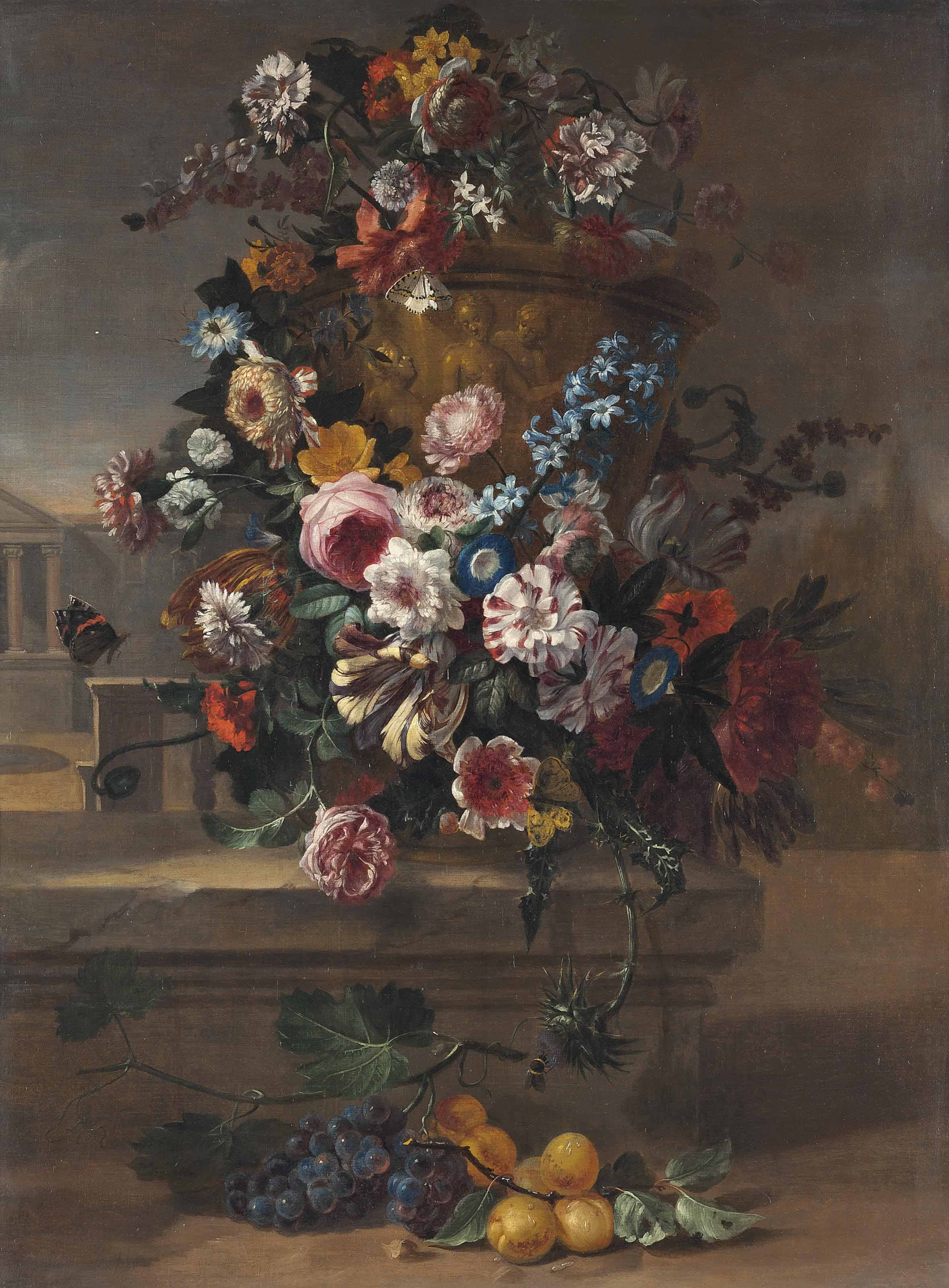
Obraz s kamennou urnou, který údajně namaloval Edigus Nuemans

## Životopis
O životě Egida Nuemanse se toho příliš neví. Předpokládá se, že snad jako malíř působil ve Vlámsku v druhé polovině 17. století.
Maloval především zátiší s květinami a ovocem. Známá jsou pouze tři jeho díla, z nichž na dvou je jeho podpis.  Všechna tři díla zobrazují květinové zátiší (jedno v podobě květinové girlandy).
Jeden z jeho obrazů, vyobrazující kamennou urnu s různými druhy květin, byl v minulosti považován za dílo vlámského malíře Gaspara Peetera Verbruggena mladšího, který působil v 17. a 18. století.